# 2-甲基-5-硝基咪唑
2-甲基-5-硝基咪唑是一种杂环化合物，化学式为C4H5N3O2。它可由2-甲基咪唑的硝化制得。它和1,3-二(溴甲基)苯在氢氧化钠存在下反应，可以得到α,α'-二(2-甲基-5-硝基咪唑-1-基)-1,3-二甲苯。